# هارولد راین
هارولد راین (انگلیسی: Harold Rayner; ۲۷ ژوئیهٔ ۱۸۸۸ – ۸ دسامبر ۱۹۵۴) ورزشکار شمشیربازی اهل ایالات متحده آمریکا بود.
او در مسابقات کشوری و بین‌المللی در مجموع برندهٔ ۱ مدال برنز شده‌است.